# Елеонски хълм
Елеонският хълм или планина е хълм, ориентиран от север на юг, разположен от източната страна на старите градски стени на Йерусалим и отделен от града чрез долината Кедрон. Другото му име е „Маслинена планина“, което всъщност е превод на името Елеонска, понеже някога на него е имало маслинови гори, а на гръцки елеон е маслинена градина. Върхът му не е по-далеч от половин миля от градските стени. Хълмът е изграден от варовиков камък и навсякъде канарите стърчат голи. Южната част на планината е некрополът на Силуан, приписван на елита на древното Юдейско царство. Западните склонове на планината, тези, които гледат към Йерусалим са били използвани като еврейско гробище отпреди повече от 3000 години и съдържа приблизително 150 000 гроба, което му дава централно място в традицията на еврейските гробища.

## Християнство
В западното подножие на Елеонската планина е била разположена Гетсиманската градина и оттук според разказа на евангелията Христос се възнася на небето, заобиколен от учениците Си и Богородица.

## История
От библейски времена до наши дни евреите са били погребвани на Елеонската планина. Некрополът на южния хребет, местоположението на съвременното село Силван, е бил гробницата на най-важните граждани на Йерусалим в периода на библейските царе.
Религиозната церемония, отбелязваща началото на новия месец, се проведе на Елеонския хълм в дните на Втория храм. Римски войници от 10-ти легион са лагерували на планината по време на обсадата на Йерусалим през 70 г. сл. Хр. След разрушаването на Втория храм евреите празнуваха празника Сукот на Елеонския хълм. Те направиха поклонение на Елеонския хълм, защото беше 80 метра по-висок от Храмовия хълм и предлагаше панорамна гледка към мястото на храма. Това стана традиционно място за оплакване на разрушението на Храма, особено на Тиша Б'Ав. През 1481 г. италиански еврейски поклонник, Мешулам от Волтера, пише: „И цялата общност от евреи всяка година се изкачва на планината Сион в деня на Тиша Б'Ав, за да постят и скърбят, а оттам се спускат покрай Долината Йошафат и до Елеонския хълм. Оттам те виждат целия Храм (Храмовия хълм) и там плачат и оплакват унищожаването на този Дом." 
През 1189 г., след битката при Хатин и 1187 г. повторно завладяване на земята от Саладин, султанът дава планината на двама от своите командири. В средата на 1850-те години на селяните от Силуан са плащани £100 годишно от евреите в опит да предотвратят оскверняването на гробовете на планината.
Премиерът на Израел Менахем Бегин поиска да бъде погребан на Елеонския хълм близо до гробовете на членовете на Етзеил Меир Файнщайн и Моше Баразани, а не на националното гробище на планината Херцл.

## Панорама
- Гробницата на Авесалома
- Гробницата на Захария
- Църквата на всички нации
- Немска болница - Аугуста Виктория
- Бригъм Йънг Университета